# Prasowanie na gorąco
Prasowanie na gorąco – rodzaj obróbki proszków ceramicznych lub proszków metali.
W metodzie tej jednocześnie następuje prasowanie i spiekanie formowanej kształtki (wypraski), dzięki czemu można uzyskać wyższy stopień zagęszczenia materiału bez nadmiernego rozrostu ziaren.